# Cinc esses
Les 5s, és una pràctica de qualitat amb origen al Japó a principis de la dècada de 1970 que fa referència al manteniment integral de l'entorn de treball a l'empresa.
Representa el compromís de millora integral de l'entorn i les condicions de treball per part de qualsevol treballador i es basa en cinc punts:
- Seiri : Classificació i destriat (“tingues tan sols allò que sigui necessari i en la quantitat correcta”)
- Seiton : Organització (“un lloc per a cada cosa i cada cosa al seu lloc”)
- Seiso : Neteja (“els treballadors es mereixen el millor entorn i ambient de treball”)
- Seiketsu : Estandardització i visualització (“estandarditzar assenyalant visualment tot allò que sigui útil”)
- Shitsuke : Disciplina i compromís (“crear costums d'eficiència i mantenir-los”)

És important que tots i cadascun dels treballadors participin activament en el manteniment adequat dels materials, equipament i llocs de treball.